# Marchese di Dorset
Marchese di Dorset fu un titolo nobiliare creato tre volte nella storia del Regno d'Inghilterra.
La prima creazione avvenne nel 1397 per John Beaufort il quale perse il titolo due anni dopo.
La seconda creazione avvenne nel 1442 per Edmund Beaufort, poi divenuto anche duca di Somerset nel 1448.
La terza creazione avvenne nel 1475 per Thomas Grey, primo conte di Huntingdon, che poi rinunciò alla contea. Il terzo marchese fu creato Duca di Suffolk nel 1551, ma fu privato dei diritti nel 1554 e tutti i titoli si estinsero.

## Marchese di Dorset, prima creazione (1397)
- John Beaufort, I marchese di Dorset (?-1410), figlio maggiore di Giovanni Plantageneto, I duca di Lancaster.

## Marchese di Dorset, seconda creazione (1442)
- vedi duca di Somerset

## Marchese di Dorset, terza creazione (1475)
- Thomas Grey, I marchese di Dorset (1451–1501), figliastro di Edoardo IV d'Inghilterra;
- Thomas Grey, II marchese di Dorset (1477–1530), un figlio del primo marchese;
- Henry Grey, III marchese di Dorset, I duca di Suffolk (1517–1554), figlio maggiore del secondo marchese. Venne accusato di tradimento e perse tutti i suoi titoli nel 1554.